# Leo Justi
Leo Justi é um DJ e produtor musical brasileiro, conhecido por ter produzido Bandida, álbum de estreia de MC Carol, coproduzido A.M.P., faixa do disco AIM da rapper britânica M.I.A., juntamente com Skrillex, e por ter iniciado o movimento Heavy Baile, que mistura o Funk Carioca com batidas de EDM. Criado no bairro de Laranjeiras, Rio de Janeiro, Justi é filho de um oboísta e uma pianista.